# Julius Holderer
Julius Holderer (* 6. August 1866 in Muckenschopf; † 1. März 1950 in Schriesheim; evangelisch) war ein seit 1894 im badischen Staatsdienst stehender Jurist und Amtsvorstand, vergleichbar mit einem heutigen Landrat.

## Familie
Julius Holderer war der Sohn des Hauptlehrers Wilhelm Holderer und der Wilhelmine geborene Dietrich.

## Leben
Nach dem Studium der Rechtswissenschaften an der Universität Heidelberg und 1889 dem ersten und 1893 dem zweiten Staatsexamen wurde er zum 15. September 1894 in der badischen Innenverwaltung beim Bezirksamt Waldshut eingestellt. Am 15. Juni wurde er Amtmann beim Bezirksamt Lörrach und vom 1. August 1897 an für zwei Jahre für eine Asien-Expedition beurlaubt. Diese Expedition nach Turkestan, Zentralasien, Tibet und China unternahm er gemeinsam mit dem Geologen Karl Futterer. Beider Forschungen fanden ihren Niederschlag in einer umfangreichen dreibändigen Publikation.
Am 1. August 1899 wurde Holderer Amtmann beim Bezirksamt Heidelberg, wo er am 11. Dezember 1900 zum Oberamtmann befördert wurde. Ab dem 15. September 1902 wurde er Amtsvorstand beim Bezirksamt Bretten und dann ab dem 10. April 1913 beim Bezirksamt Kehl, wo er am 10. April 1913 zum Geheimen Regierungsrat ernannt wurde. Ab dem 1. April 1920 wurde er Oberamtmann und nach der Umbenennung 1926 Landrat beim Bezirksamt Pforzheim. Er wurde schließlich am 30. November 1931 in den Ruhestand versetzt.

## Mitgliedschaften
- Verbindung Karlsruhensia, Heidelberg
- 1902 Mitglied der akademischen Krankenhaus-Kommission an der Universität Heidelberg und Disziplinarbeamter der Heidelberger Universitäts-Disziplinarbehörde

## Auszeichnungen
- 1899 Ritterkreuz 1. Klasse mit Eichenlaub des Zähringer Löwen-Ordens
- 1916 Badisches Kriegsverdienstkreuz
- 1917 Eisernes Kreuz 2. Klasse am weiß-schwarzen Bande
- Badische Jubiläumsmedaille
- Offizierskreuz des Siamesischen Weißen Elefanten-Ordens